# Renzo Mantero
Renzo Mantero (Portovenere, 11 febbraio 1930 – Pietra Ligure, 1º novembre 2012) è stato un medico e scrittore italiano.
È considerato il luminare della chirurgia della mano nel panorama italiano e internazionale.

## Biografia
Nato a Portovenere l'11 febbraio 1930, studiò presso l'Università degli Studi di Genova dove si laureò in medicina e chirurgia nel 1954 specializzandosi in chirurgia generale nel 1959 e conseguendo il diploma di specialità in ortopedia e traumatologia nel 1962. Alla fine degli anni ’50 entrò come assistente nella divisione di chirurgia generale dell'ospedale San Paolo di Savona e nel 1964 ottenne la libera docenza in semeiotica chirurgica all'Università di Pavia presso la quale tenne il “Corso libero di chirurgia della mano”.
Nel 1970 divenne primario di chirurgia generale dell'ospedale San Paolo di Savona e nel 1974 vi fondò la prima sezione di chirurgia della mano di cui rivestì l'incarico di primario fino al 1994. Dal 1995 al novembre del 1999 sovrintese, sempre a Savona, il neonato Centro regionale di chirurgia della mano che è tutt'oggi un'eccellenza nel panorama sanitario nazionale. 
A fine 1999 l'Asl savonese deliberò la fine del rapporto di lavoro con il celebre chirurgo con cui instaurò comunque un contratto di consulenza e collaborazione. Dall'anno successivo venne designato primario emerito del Centro regionale di chirurgia della mano, mantenendone l'incarico di direttore scientifico fino alla sua morte. Dal 2000 iniziò ad esercitare l'attività di chirurgia della mano anche presso la clinica S. Michele di Albenga e nel 2006 venne designato vicepresidente del Comitato di bioetica dell'ospedale San Paolo di Savona.
Nel corso della sua attività Mantero ha operato più di trentamila mani tra cui quelle di sportivi come la campionessa di scherma Dorina Vaccaroni, di musicisti come il violinista Leonid Borisovič Kogan, di operai infortunati e di bambini affetti da malformazioni. Portano il suo nome quindici tecniche operatorie, diciotto strumenti chirurgici ed oltre duecento pubblicazioni scientifiche. È stato inoltre docente di innumerevoli corsi e lezioni.
Ha sempre profuso un notevole impegno, oltre che in iniziative nel settore medico/sanitario/scientifico anche nell'ambito culturale e sociale. Massone, fu membro della loggia Sabazia di Savona, appartenente al Grande Oriente d'Italia.
È scomparso a Pietra Ligure nel 2012, all'età di 82 anni, a seguito di un ictus.

## Affiliazioni in essere in ambito medico/sanitario
Renzo Mantero è stato membro dei seguenti organismi in ambito medico/sanitario fra le maggiori società di chirurgia e ortopedia italiane e straniere:
- Società italiana di ortopedia e traumatologia e della Società italiana di chirurgia dagli anni '60,
- International College of surgeons e Membre de la Societé internationale de chirurgie.
- Società italiana di chirurgia della mano dalla sua costituzione della quale è stato presidente negli anni 1980-81.
- Sociedad Española de Cirugia de la Mano e dell'Amicale Internationale de Chirurgie de la Main (G.E.M.)
- Societé française de chirurgie de la main e di altre società internazionali.

## Procedimenti giudiziari
Nel maggio 2008, Mantero venne inizialmente condannato in appello dalla prima sezione civile del tribunale di Genova a pagare al professor Carlo Grandis, allora direttore scientifico della Chirurgia della Mano dell'Istituto Galeazzi di Milano una somma di risarcimento danni e di spese legali per alcune sue dichiarazioni effettuate nel giugno 2000 e ritenute lesive del prestigio del collega, oltretutto in un periodo in cui si stava svolgendo la gara per succedergli ai vertici del reparto savonese. Nel 2009 la vicenda si conclude con la piena assoluzione di Mantero, in quanto il fatto non sussiste.

## Opere
- Renzo Mantero, 6° volume del Traité de Chirurgie de la Main, edito da Masson, Paris 1998, si trova il suo studio su Le mani di Niccolò Paganini
- Renzo Mantero e G. Camera, trattato Malattie Genetiche, molecole e geni di pagine 858, edito da Piccin, Padova 2004, ottavo capitolo, Patologie Sindromiche della Mano (da pagina 131 a pagina 159).